# زالاسنت‌مارتون
زالاسنت‌مارتون (به مجاری:  Zalaszentmárton) یک منطقهٔ مسکونی در مجارستان است که در ناحیه کست‌هی واقع شده‌است.